# 克里斯特爾 (密歇根州)
克里斯特爾（英語：Crystal）是位於美國密歇根州蒙卡爾姆縣克里斯特爾鎮區的一個普查規定居民點。

## 人口
根據2020年美國人口普查的數據，克里斯特爾的面積為10.46平方千米，當中陸地面積為7.15平方千米，而水域面積為3.30平方千米。當地共有人口888人，而人口密度為每平方千米84.89人。